# Gianfranco Zilioli
Gianfranco Zilioli (Clusone, 5 marzo 1990) è un ex ciclista su strada italiano, professionista dal 2014 al 2016. Nel 2013 ha vinto il Gran Premio Industria e Commercio di Prato gareggiando come stagista per l'Androni Giocattoli.

## Palmarès
- 2007 (Juniores)[1]

Gran Premio Rota Nodari
Gran Premio Pedale Bresciano
- 2008 (Juniores)[2]

Giro della Castellania
- 2011 (Team Colpack)[3]

Coppa Città di San Daniele
- 2012 (Team Colpack)[4]

Bassano-Monte Grappa
Gran Premio Capodarco
- 2013 (Team Colpack)[5]

Parma-La Spezia
Cronoscalata Gardone Val Trompia-Prati di Caregno
Giro delle Valli Aretine
Giro del Casentino
Ciriè-Pian della Mussa
2ª tappa Giro delle Valli Cuneesi (Fossano > Colle del Preit/Altopiano Gardetta)
Classifica generale Giro delle Valli Cuneesi
Gran Premio Valdaso - Gran Premio Rubbianello
- 2013 (Androni Giocattoli-Venezuela, una vittoria)

Gran Premio Industria e Commercio di Prato

## Piazzamenti

### Grandi Giri
- Giro d'Italia

2015: 71º
2016: 118º

### Classiche monumento
- Giro di Lombardia

2014: 95º
2015: 91º
2016: ritirato